# City of Lancaster
City of Lancaster är ett distrikt (motsvarande kommun) i grevskapet Lancashire i England, Storbritannien. Distriktet har 144 446 invånare (2022). Större orter är Heysham, Lancaster och Morecambe. Heysham och Lancaster saknar civil parishes.  Resten av distriktet är indelat i 39 civil parishes.